# 寒川町立寒川小学校
寒川町立寒川小学校（さむかわちょうりつ さむかわしょうがっこう）は、神奈川県寒川町宮山にある町立小学校。

## 沿革
出典
- 1899年（明治32年）10月21日 - 高等寒川小学校開校 高等科と実業補習学校を併置。
- 1908年（明治38年）4月1日 - 尋常科6年制を併置。
- 1916年（大正5年）4月1日 - 一之宮・旭両小学校を合併し、尋常高等寒川小学校となる。
- 1923年（大正12年）9月1日 - 12時頃に発生した関東大震災により校舎倒壊。
- 1935年（昭和10年） - 青年学校併設。
- 1941年（昭和16年）4月1日 - 国民学校令により寒川町国民学校となる。
- 1944年（昭和19年）8月22日 - 横須賀市より集団疎開を受け入れ。
- 1947年（昭和22年）4月1日 - 学制改革により寒川町立寒川小学校となる。
- 1949年（昭和24年）8月16日 - 寒川小学校PTA発足。
- 1953年（昭和28年）10月1日 - 校歌・校旗制定。
- 1955年（昭和30年）3月 - 南側に木造校舎新築。
- 1958年（昭和33年）3月15日 - PTA記念事業として、学校給食開始。
- 1960年（昭和35年）10月21日 - 開校記念日制定。
- 1961年（昭和36年）4月1日 - 本校より、一之宮・旭両小学校が独立。
- 1964年（昭和39年）4月1日 - 特殊学級開設。
- 1970年（昭和45年）12月20日 - 体育館新築。
- 1977年（昭和52年）7月15日 - プール工事竣工。
- 1980年（昭和55年）4月1日 - 本校より、小谷小学校が独立。
- 1982年（昭和57年）4月1日 - 情緒学級開設。
- 1987年（昭和62年）1月27日 - 米飯給食開始。
- 1999年（平成11年）
  - 日付不明 - 開校100周年記念行事（観桜会、ハーモニカ演奏会）開催。
  - 10月16日 -  開校100周年記念式典（校歌碑除幕式・祝賀会）挙行。
- 2002年（平成14年）9月 - 磁器食器導入。
- 2005年（平成17年）3月 - 新「つきやま」完成。
- 2006年（平成18年）2月 - 体育館耐震・改修工事完了。
- 2007年（平成19年）8月 - 南棟外窓枠・窓取り換え工事完了。
- 2009年（平成21年） - 開校110周年記念植樹「寒小の森：”百年桜”・いのちのリレー」・航空写真・記念誌発行。
- 2010年（平成22年）4月 - 寒川公民館および学童保育「あおぞらクラブ」北棟1階移設。
- 2012年（平成24年）
  - 8月 - 本館ドア改修工事。
  - 12月 - 外トイレ新築工事。
- 2020年（令和2年）11月 - 校内LAN設備工事

## 教育方針
出典
生きる力と 自身と夢あふれる 楽しい学校

## 通学区域
出典
- 一之宮2384番
- 大曲137、138番
- 岡田2番地 - 2462番地、1丁目〜4丁目、5丁目1番 - 17番、6丁目1番 - 6番、8丁目
- 大蔵2番地 - 37番地
- 小谷57、58、65、109、110、520、522番
- 宮山1番地 - 1072番地、1079番地、1088番地 - 1842番地、2091番地 - 2099番、3727番地 - 3732番地、3734番地 - 3736番地、3746番地 - 3814番地、3822番地、3825番地 - 3835番地、3837番地 - 4458番地

## 主な進学先
出典
- 寒川町立寒川中学校
- 寒川町立寒川東中学校
- 寒川町立旭が丘中学校

## 交通
- JR東日本相模線寒川駅から、
  - 徒歩約10〜15分[5]。
  - 寒川町コミュニティバス東ルートで、「総合体育館前」バス停下車後、徒歩約390m・約6分。

## 周辺
- 社会福祉法人恩賜財団神奈川県同胞援護会さむかわ保育園 - 同一敷地内にあり、かつ進級前保育園のひとつ。
- 宮川緑地
- シンコースポーツ寒川アリーナ（寒川町総合体育館）
- 寒川町立さむかわ中央公園

## 著名な卒業生
- 木村俊雄（寒川町長[6]）